# Challenger de Saint-Brieuc 2022
El torneo Open Harmonie mutuelle 2022 fue un torneo de tenis perteneció al ATP Challenger Tour 2022 en la categoría Challenger 80. Se trató de la 17.ª edición, el torneo tuvo lugar en la ciudad de Saint-Brieuc (Francia), desde el 28 de marzo hasta el 4 de abril de 2022 sobre pista dura bajo techo.

## Jugadores participantes del cuadro de individuales
| Favorito | País                    | Jugador            | Rank1 | Posición en el torneo |
| -------- | ----------------------- | ------------------ | ----- | --------------------- |
| 1        | Bandera de Lituania     | Ričardas Berankis  | 87    | Baja                  |
| 2        | Bandera de Francia      | Quentin Halys      | 115   | Semifinales           |
| 3        | Bandera de Francia      | Gilles Simon       | 139   | Primera ronda         |
| 4        | Bandera vacío           | Roman Safiullin    | 143   | Segunda ronda, retiro |
| 5        | Bandera del Reino Unido | Jack Draper        | 146   | CAMPEÓN               |
| 6        | Bandera de Francia      | Grégoire Barrère   | 178   | Primera ronda         |
| 7        | Bandera de Francia      | Constant Lestienne | 205   | Primera ronda, retiro |
| 8        | Bandera de Francia      | Antoine Hoang      | 214   | Segunda ronda         |

- 1 Se ha tomado en cuenta el ranking del 21 de marzo de 2022.

### Otros participantes
Los siguientes jugadores recibieron una invitación (wild card), por lo tanto ingresan directamente al cuadro principal (WC):
- Arthur Fils
- Harold Mayot
- Luca Van Assche

Los siguientes jugadores ingresan al cuadro principal tras disputar el cuadro clasificatorio (Q):
- Zizou Bergs
- Alexis Galarneau
- Alastair Gray
- Fábián Marozsán
- Marvin Möller
- Henri Squire

## Campeones

### Individual Masculino
- Jack Draper derrotó en la final a  Zizou Bergs, 6–2, 5–7, 6–4

### Dobles Masculino
- Sander Arends /  David Pel derrotaron en la final a  Jonathan Eysseric /  Robin Haase, 6–3, 6–3